# Aphyosemion gabunense marginatum
Aphyosemion gabunense marginatum is een ondersoort van de straalvinnige vissen uit de familie van de killivisjes (Nothobranchiidae). De wetenschappelijke naam van de soort is voor het eerst geldig gepubliceerd in 1977 door Radda & Huber.